# Rádio O Povo CBN Cariri
Rádio O Povo CBN Cariri é uma emissora de rádio brasileira sediada em Juazeiro do Norte, com outorga no Crato, ambos municípios do estado do Ceará. Opera no dial FM, na frequência 93,5 MHz, e é afiliada à CBN. Pertencente ao Grupo de Comunicação O Povo, que controla a Rádio O Povo CBN em Fortaleza, é originada da migração da frequência AM 1550 kHz.

## História
A concessão foi originada do dial AM, na frequência 1550 kHz para a cidade do Crato, mas nunca chegou a entrar no ar. Inicialmente pertencia ao Sistema Maior de Comunicações, do empresário Francisco de Sousa Possidônio, mas foi transferida para Leonardo Mendes de Souza junto com outras outorgas do mesmo grupo. A emissora foi outorgada em 2 de março de 2009.
Em 2018, foi realizada a migração da rádio AM para o dial FM, na frequência 93,5 MHz, entrando no ar a Rádio Líder Classe A, emissora de formato adulto-contemporâneo somente com programação musical. Esta programação durou até a tarde do dia 27 de outubro de 2018, quando foi colocada no ar a transmissão de rede da CBN em caráter experimental. A emissora então passa a ser controlada pelo Grupo de Comunicação O Povo.
A nova operação do Grupo de Comunicação O Povo foi confirmada somente em novembro de 2018, sob direção de Erick Guimarães e coordenação de Farias Júnior e sua estreia oficial ocorreu no dia 20 de novembro, data prevista pelo grupo. A Rádio O Povo CBN Cariri representa o retorno da rede na região, que já teve a operação da CBN Cariri (hoje Rádio Verde Vale) entre 1994 e 1995 na cidade de Juazeiro do Norte. Em 2019, passou a se chamar simplesmente CBN Cariri, voltando com o nome original em 2023.